# Phlogophora albovittata
Phlogophora albovittata là một loài bướm đêm trong họ Noctuidae.

## Hình ảnh

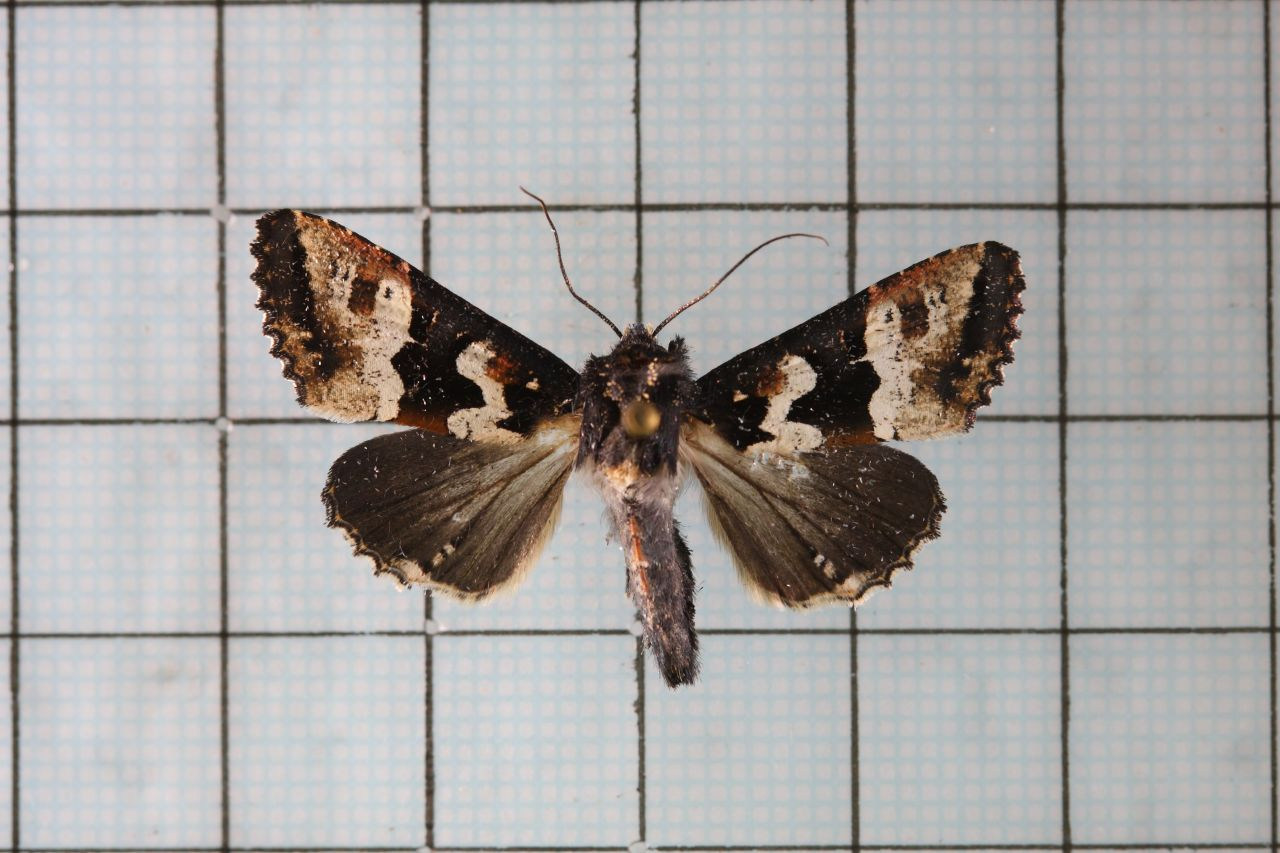
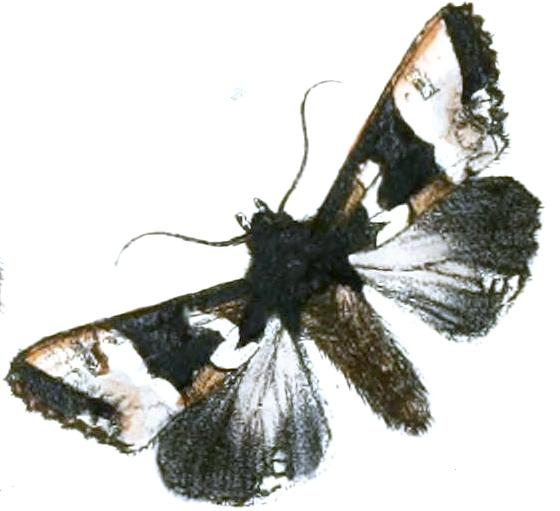
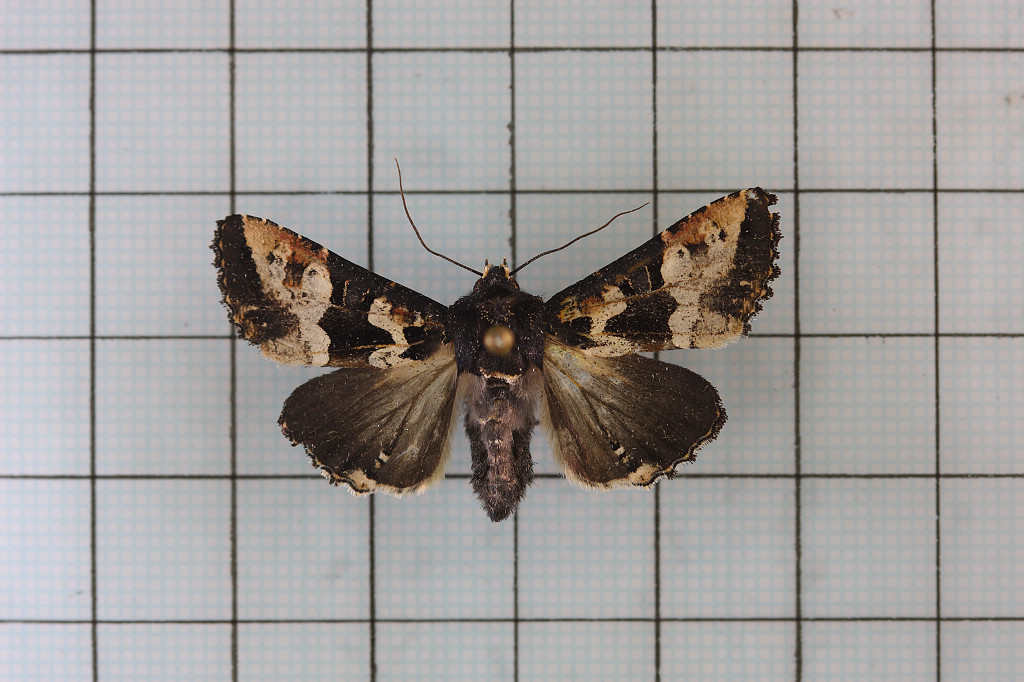
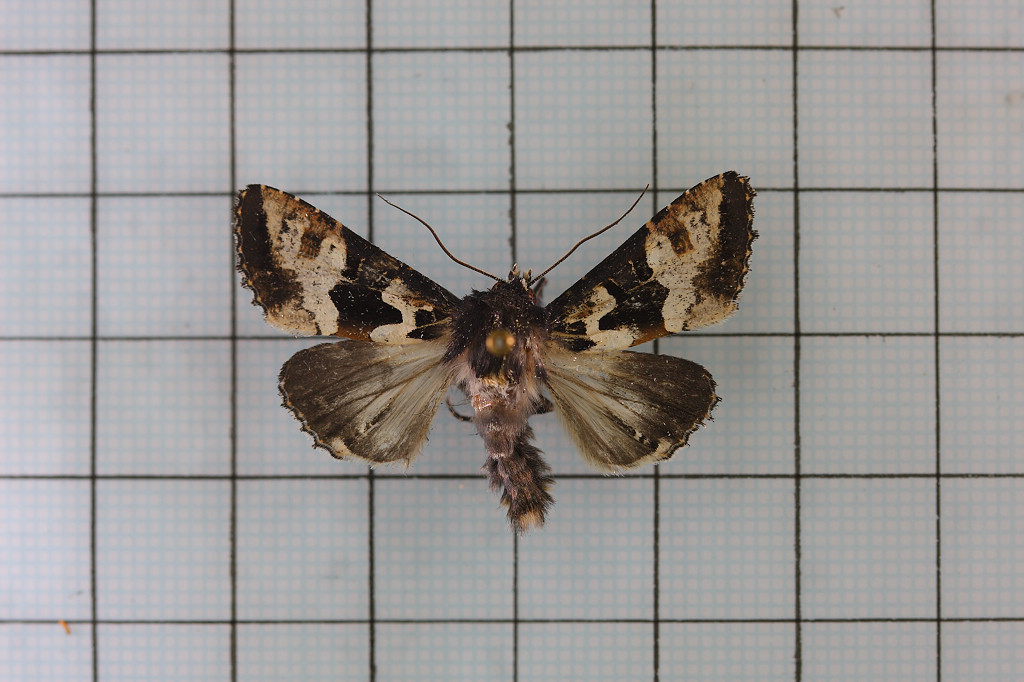